# Tim Jackson (économiste)
Pour les articles homonymes, voir Jackson et Tim Jackson (homonymie).
Tim Jackson, né le 4 juin 1957, est un économiste britannique. Il est professeur en développement durable à l'université de Surrey. 

## Biographie

### Enfance et formation
Tim Jackson naît en 1957.

### Carrière
Tim Jackson est titulaire, à partir de 2000, de la première chaire universitaire de développement durable du Royaume-Uni ; il est ainsi chercheur et professeur à l'université du Surrey. La psychologie sociale nourrit également ses travaux.
Tim Jackson est le fondateur et le directeur du Research Group on Lifestyles Values and Environment (Resolve) et le directeur du projet Sustainable Lifestyles Research Group créé par le DEFRA et l'Economic and Social Research Council.
Le gouvernement de Tony Blair le nomme en 2004 à la commission du Développement durable (en) (SDC), au sein de laquelle il est à la tête du groupe de travail Redefining Prosperity,. Il est aussi connu pour être l'auteur du livre Prosperity Without Growth: Economics for a Finite Planet sorti en 2007 au Royaume-Uni et paru en France en 2009 sous le titre Prospérité sans croissance : La transition vers une économie durable.
Il poursuit ses recherches et enseignements à l'université du Surrey,.
En 2015, Tim Jackson et Thomas Piketty publient dans le quotidien français  Le Monde un appel intitulé « Cessons d'investir dans les énergies fossiles ! » pour soutenir le désinvestissement des énergies fossiles.

## Travaux
Tim Jackson porte un regard critique sur le modèle économique dominant du début du XXIe siècle. Il questionne la recherche de la croissance économique constante sans prise en compte des impacts sur l'environnement et des limites de la planète,. Il propose notamment un découplage entre croissance économique et production de biens, avec un basculement vers la recherche de création de valeur économique par le biais des services, dont l'éducation, la santé et les loisirs. Pour cela, il envisage une nouvelle « macroéconomie écologique », qu'il tente de préciser,.
Il critique notamment l'idée courante de la possibilité d'un maintient inchangé du développement économique occidental et d'une croissance soutenable qui serait permise par plus d'efficacité dans l'utilisation des ressources et la diminution des rejets des gaz à effet de serre,,. Il explique que miser sur la seule technologie pour rendre notre mode de vie durable ne suffit pas car il y a, dans les faits, toujours plus de ressources utilisées dans le monde afin de faire augmenter toujours plus la production, malgré la réduction des ressources utilisées pour un seul produit. Ceci implique alors de considérer aussi le comportement humain en lui-même, dans une société où l'être humain est porté à exprimer son identité au travers de la consommation et de l'exposition de produits matériels, ce qui entraîne toujours plus de production. Il note que le système économique du début du XXIe siècle engendre une situation dans laquelle « la croissance est insoutenable, mais la décroissance est instable ».
De plus, cet économiste souligne que le bien-être ne résulte pas uniquement de la croissance et la richesse, voire que celles-ci ne l'engendrent pas forcément. La notion de prospérité elle-même peut être questionnée, avec d'autres aspects que les seules richesses économiques. Commentant l'ouvrage Prospérité sans croissance, l'économiste Jean Gadrey souligne l'utilisation du terme prospérité, expliquant que « prosperare, en latin, c’est "rendre heureux". C’est lié à l’espoir ou à la confiance dans l’avenir, sans connotation d’abondance matérielle ».
La proposition de « macroéconomie écologique » de Tim Jackson est centrée autour de trois grands principes : la transformation des objectifs de « l'entreprise », non plus en uniquement des profits au moyen de toujours plus de production matérielle, mais en services utiles à la « capacité de bien vivre » pour la société ; le renouveau de l'investissement afin qu'il soit tourné vers la possibilité de la prospérité dans l'avenir ; et, afin de rendre possibles les investissements dont la société a besoin, une modification de la souveraineté concernant la création monétaire afin que celle-ci ne soit plus du fait des banques privées.
Tim Jackson met aussi en avant des indicateurs autres que celui de la croissance économique.

## Publications

### Ouvrages
- Material concerns: pollution, profit, and quality of life. SEI, Stockholm Environment Institute; London, New York: Routledge, 1996
- The Earthscan Reader on Sustainable Consumption. London and New York: Earthscan/Routledge, 2006
- Prospérité sans croissance : La transition vers une économie durable [« Prosperity Without Growth: Economics for a Finite Planet »]  (trad. de l'anglais), Bruxelles/Paris/Namur (Belgique), De Boeck, 2010, 1re éd., 248 p. (ISBN 978-2-8041-3275-0) ((en)Prosperity Without Growth: Economics for a Finite Planet. London and New York: Earthscan/Routledge, 2009)
- (en) Consumerism as Theodicy – an exploration of religions and secular meaning functions (with M. Pepper).  In Thomas, L (ed): Consuming Paradise. Oxford: Palgrave-Macmillan, 2010.
- (en) Post-growth, Life after Capitalism, Polity Press, 2021

### Articles
- (en) « Dismount and die? The paradox of sustainable living », The Guardian,‎ 29 juin 2011 (lire en ligne, consulté le 10 septembre 2014).
- (en) « Let’s Be Less Productive », The New York Times,‎ 26 mai 2012 (lire en ligne, consulté le 10 septembre 2014).
- (en) « The Cinderella economy: an answer to unsustainable growth? », The Ecologist,‎ 27 juillet 2012 (lire en ligne, consulté le 10 septembre 2014).
- (en) « New economic model needed not relentless consumer demand », The Guardian,‎ 17 janvier 2013 (lire en ligne, consulté le 10 septembre 2014).
- avec Peter Victor, (en) « Does slow growth increase inequality? Some reflections on Piketty’s ‘fundamental’ laws of capitalism », PASSAGE Working Paper,‎ août 2014 (lire en ligne, consulté le 10 septembre 2014).